# Alonso Álvarez de Pineda
Alonso Álvarez de Pineda (Aldeacentenera, Càceres, 1494 - 1520) fou un mariner, explorador i cartògraf castellà que explorà la costa del golf de Mèxic per encàrrec del Governador castellà de Jamaica, Francisco de Garay.

## Expedició a la costa del golf de Mèxic

### Antecedents de l'expedició

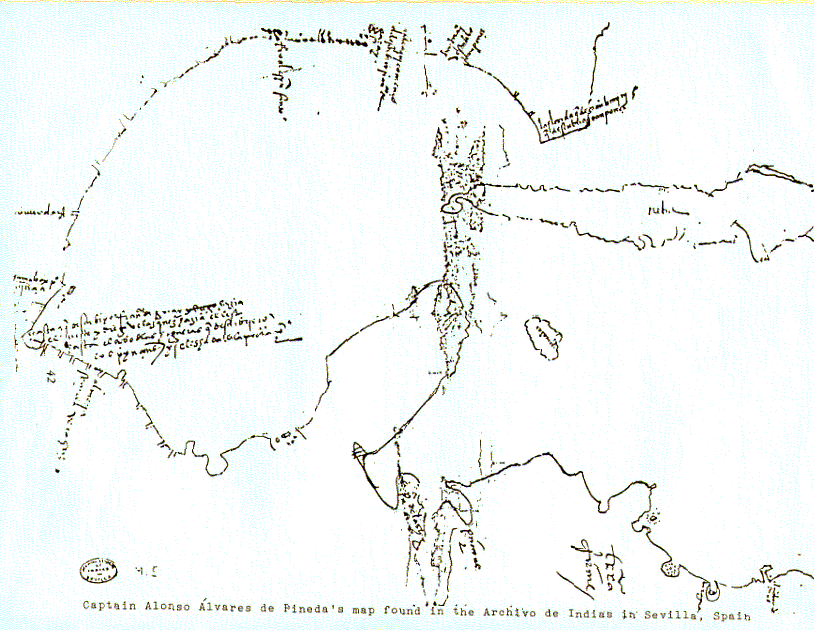
Mapa de Pineda de la costa del Golf

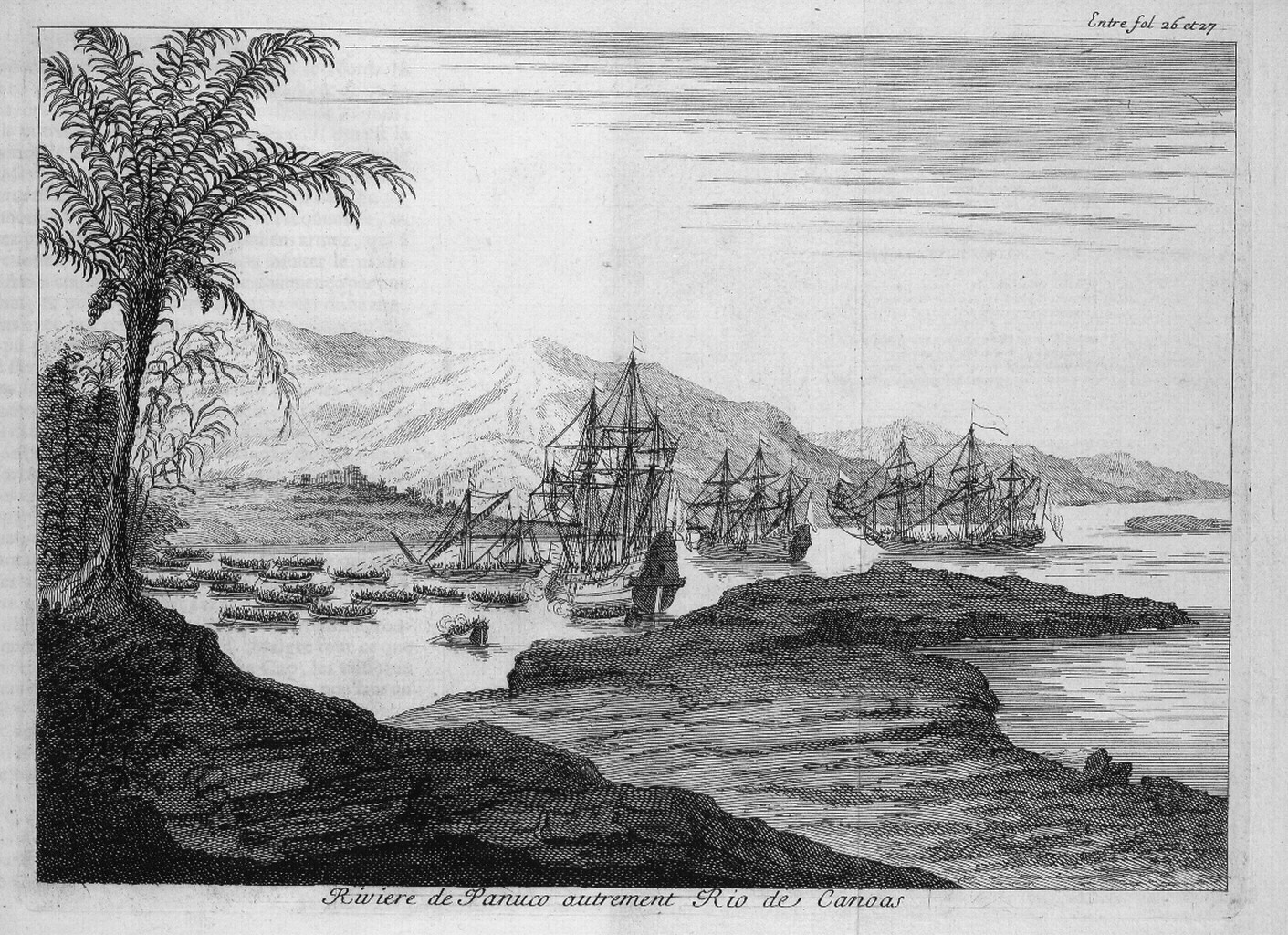
L'expedició d'Alonso Álvarez de Pineda fou atacada pels natius huastecs.

Els espanyols creien que havia d'existir una via marítima que des del golf de Mèxic connectés amb l'oceà Pacífic i permetés arribar a Àsia. El 1517 i 1519 Alonso Álvarez de Pineda havia dirigit diverses expedicions per cartografiar les costes occidentals del golf de Mèxic, des de la península de Yucatán fins a la desembocadura del riu Pánuco, al nord de Veracruz. Juan Ponce de León havia traçat prèviament parts de la Florida, que ell creia que era una illa. L'expedició d'Antón de Alaminos va descartar l'oest com el lloc on podria estar el pas, i el sud del golf ja havia estat explorat per expedicions patrocinades per Diego Velázquez de Cuéllar, quedant només per cartografiar la costa entre la boca del Pánuco i la Florida.
Alaminos va convèncer el governador de Jamaica, Francisco de Garay, perquè financés una expedició per buscar a la resta del Golf. Garay va equipar quatre vaixells i els va posar sota el comandament d'Álvarez de Pineda.

### L'expedició
Alonso Álvarez de Pineda va salpar de Jamaica a finals de març de 1519 al capdavant d'una flota composta per quatre vaixells i 270 homes. Va navegar cap a l'oest per seguir la costa septentrional del Golf. A l'extrem occidental de la Florida meridional va tractar de navegar cap a l'est, però els vents no el van ajudar. En canvi, Álvarez de Pineda va aconseguir navegar cap a l'oest des dels keys de Florida, seguint la costa occidental de Florida per després abraçar la costa del Golf.
El 2 de juny de 1519 Álvarez de Pineda va entrar en una gran badia que tenia un important assentament indígena en una de les seves ribes. Va navegar riu amunt unes divuit milles i observà fins a quaranta pobles a la riba del gran i profund riu que batejà amb el nom d'«Espíritu Santo». Durant molt de temps se suposà el primer informe europeu de la boca del riu Mississipi, tot i que la descripció de la terra i els seus assentaments han portat a molts historiadors a creure que estava descrivint la badia de Mobile i el riu Alabama.
Álvarez de Pineda va continuar el seu viatge cap a l'oest. No hi ha evidència fiable que alguna vegada desembarqués a les costes de l'actual estat de Texas, però si que va entrar a la badia de Corpus Christi, territori que va reclamar per Espanya. Va seguir la costa cap al sud i l'agost de 1519, després de nou mesos d'expedició, va arribar a Villa Rica de la Vera Cruz, a la badia de Campeche, poc després que Hernán Cortés se n'hagués anat. Cortés va tornar en saber de l'arribada d'Álvarez de Pineda i aquest va voler establir un límit entre les terres que ell reclamava per a Garay i les que Cortés ja havia reclamat per a ell enviant missatgers. Cortés no estava disposat a negociar i va capturar els missatgers, per la qual cosa Álvarez de Pineda va marxar, per evitar ser empresonat, desfent el camí cap al nord. Poc després va remuntar el riu que anomenà Las Palmas, on va passar més de 40 dies reparant els seus vaixells. Aquest riu de Las Palmas el més probable és que fos l'actual Rio Grande.

### Mort
En acabar les reparacions les naus van tornar a Jamaica, presentant els pilots a Garay un mapa de tota la costa del Golf "en proporcions més o menys precises". L'historiador Robert Weddle creu que Álvarez de Pineda i molts dels seus tripulants es van quedar com a colons. El gener de 1520 Diego de Camargo va salpar de Jamaica comandant un vaixell amb provisions per a la colònia a la riba del Pánuco. En arribar es va trobar que els huastecs tenien assetjada la vila. Va ser capaç d'evacuar a 60 colons, però la resta, entre els que probablement hi havia Álvarez de Pineda i la seva mare, Nina, foren assassinats.

### Èxits de l'expedició
L'expedició acabà de delimitar el golf de Mèxic i va cartografiar 800 milles de les seves costes, a més de descartar la idea de l'existència d'una ruta marítima cap a Àsia. També va confirmar que la Florida era una península en lloc d'una illa, i va permetre a Álvarez de Pineda ser el primer europeu a veure les àrees costaneres de l'oest de Florida, Alabama, Mississipi, Louisiana i Texas, terres que ell va anomenar «Amichel». El seu mapa és el primer document conegut de la història de Texas i va ser el primer mapa de la regió de la Costa del Golf dels actuals Estats Units.